# 236484 Luchijen
236484 Luchijen este un asteroid din centura principală de asteroizi.

## Descriere
236484 Luchijen este un asteroid din centura principală de asteroizi. A fost descoperit pe 28 martie 2006 la Observatorul Lulin de Hong Qin Lin și Ye Quan-Zhi. Asteroidul prezintă o orbită caracterizată de o semiaxă mare de 2,64 ua, o excentricitate de 0,16 și o înclinație de 5,2° în raport cu ecliptica.